# نتوء وادي حلفا

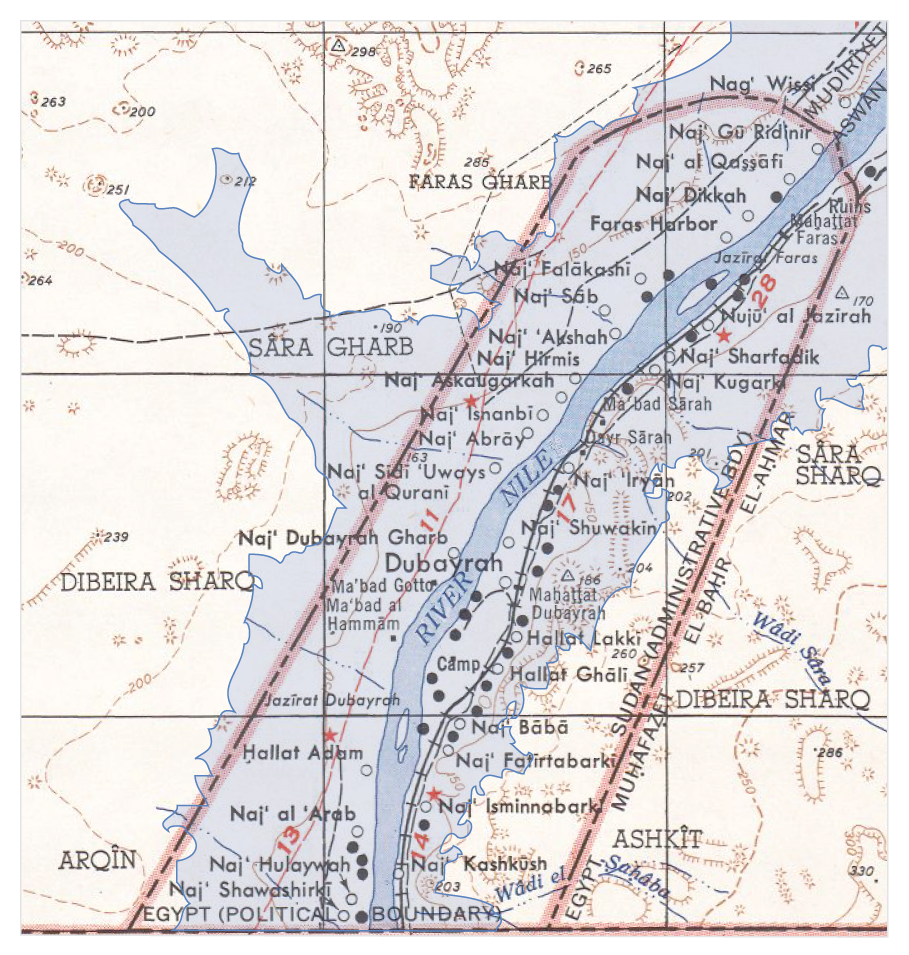
منطقة الفيضان

نتوء وادي حلفا هو نتوء من الحدود الدولية بين السودان ومصر على طول نهر النيل سمى باسم مدينة وادي حلفا التي تبعد 22 كيلومترا إلى الجنوب من الحدود.

## التاريخ

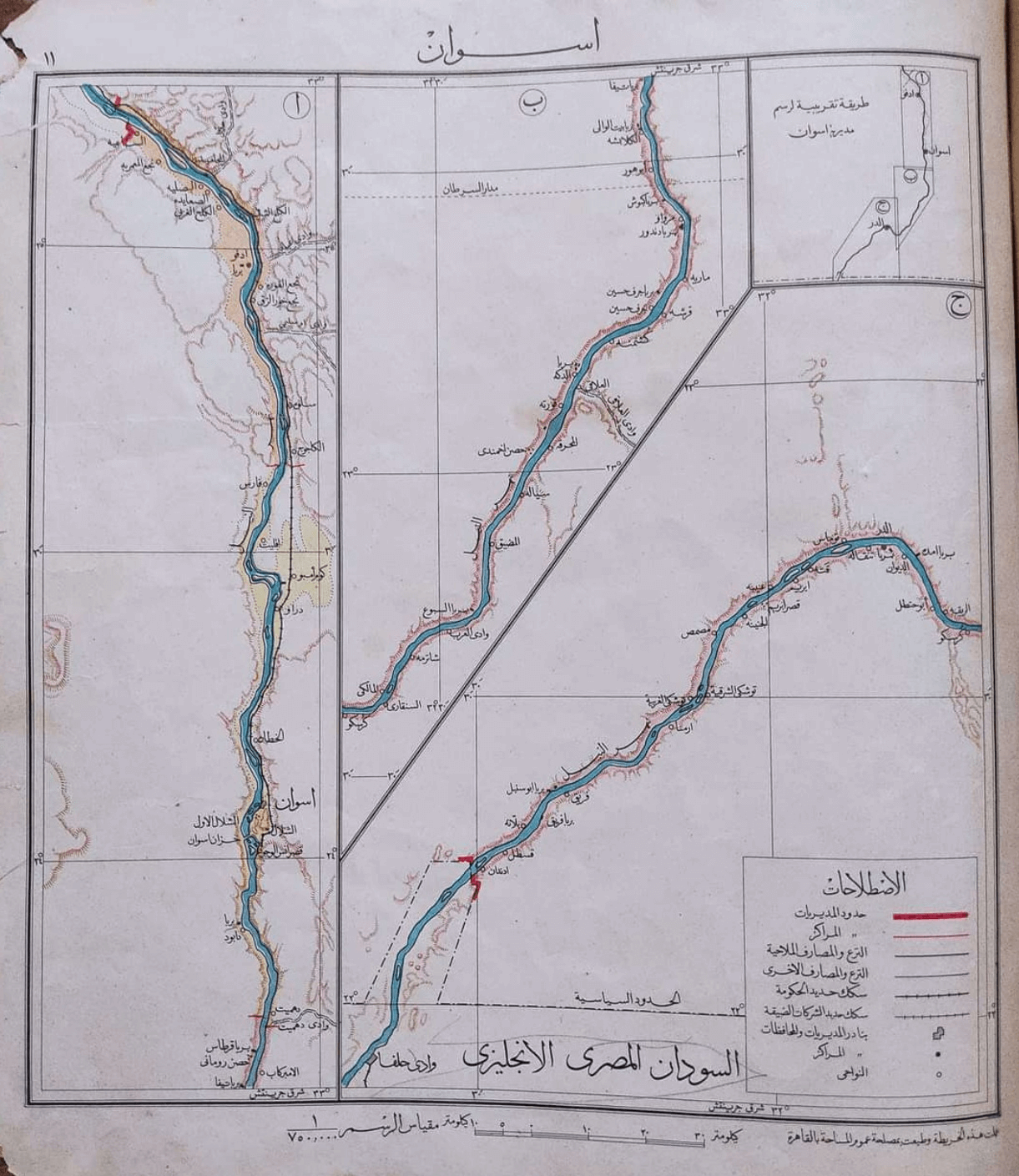
خريطة لمدير أسوان سنة 1914، تظهر النتوء تابعًا للسودان وحدود عام 1899 حدودًا سياسية وحدود عام 1902 حدودًا إدارية

أنشئت الحكومة المصرية قسم حلفا بعام 1863 وجعلت بلدة دبروسة مقره، وكان هذا القسم يتبع لمديرية إسنا ويشمل البلاد الواقعة بين الشلال الأول والشلال الثاني، ثم قسم هذا القسم إلى قسمين في عام 1881 قسم حلفا الأصلي بالجنوب وشماله مركز الكنوز. شكلت الحكومة المصرية مديرية جديدة في عام 1888 لتشمل مناطق الوادي والجزء الجنوبي من مديرية إسنا سميت بمديرية الحدود، وذلك بعد انتشار الثورة المهدية بالسودان ورغبة بتحصين الحدود المصرية.

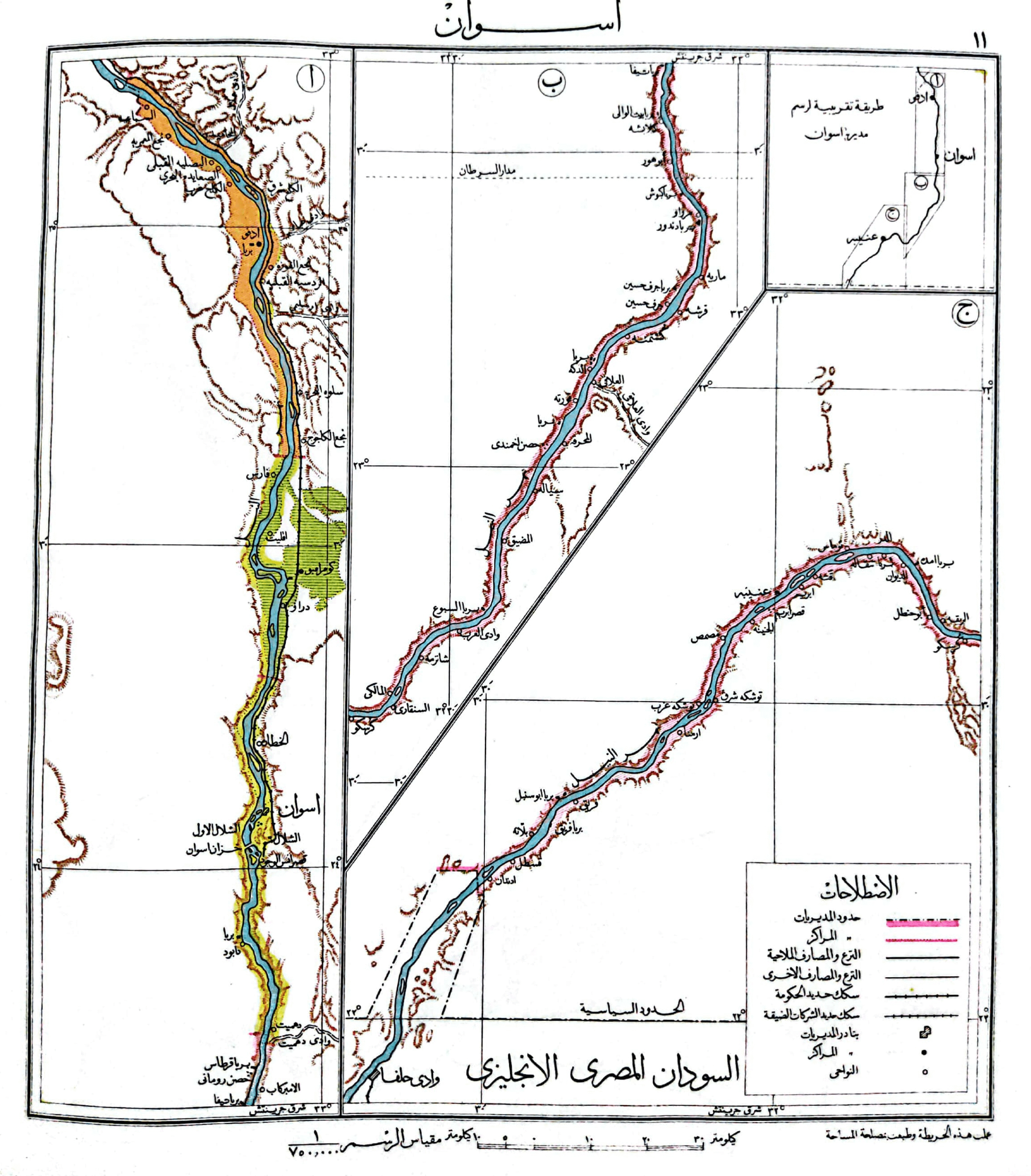
خريطة مديرية أسوان سنة 1951 قبل بناء السد العالي، تظهر النتوء والتقسيم الإداري

غيرت وزارة الداخلية المصرية في عام 1897 تسمية المديرية لتسمى بمديرية النوبة. رُسِّمت الحدود بين السودان الإنجليزي المصري ومصر في عام 1899 واعتمد الخط درجة 22 شمال من خط العرض خط للحدود بين البلدين، اهتم أعضاء الحكومة المصرية أثناء هذا التقسيم بوادي النيل أكثر من الصحراء. لكن كانت الحدود تقسم القبائل التي تعيش في المنطقة ولذلك في عام 1902، عدل الخط الحدود بقرار من وزير الداخلية المصري لينحرف شمالًا من الدرجة 22 شمال خط العرض على طول نهر النيل أي وضع هذه المنطقة تحت الإدارة السودانية. لذا أعادت مصر عشر قرى من شمال الخط يسكنها 13,138 نسمة، مساحتها الكلية 4094 فدان و12 قيراط و20 سهما.
هناك منطقة أخرى انحرفت فيهما الحدود الإدارية عن درجة 22 شمال خط العرض للشمال وهي مثلث حلايب على ساحل البحر الأحمر ومنطقة ببئر طويل (مثلث بارتازوجا) الصغيرة انحرفت الحدود للجنوب وضمت لمصر. استهدف من هذا الفعل وضع قبائل العبابدة كلهم تحت الحكم المصري والبشاريين تحت حكم السودان وحكم مشكلة فصل حدود عام 1899 لمساكنهم. عدلت الحدود مرة أخرى في عام 1907 لتسترجع مصر نتوء وادي حلفا ويسترجع السودان بير طويل، لكن بقيت الأمور على أرض الواقع كما هي حتى عام 1958 عندما بدأ فعلًا الخلاف الحدودي بين البلدين. عندما أرسلت الحكومة المصرية مذكرات متتالية للسودان أولها كانت في 3 فبراير تطالبها فيها بالالتزام بخط حدود 1899 وسحب القوات السودانية من المنطقة، وذلك لتمكين أهل المنطقة مع أهل مثلث حلايب في المشاركة في الاستفتاء الرئاسي المصري.
حدثت بعض المناوشات في تلك الفترة بين قوات حرس الحدود المصرية والقوات النظامية السودانية، وعرض الموضوع على مجلس الأمن الذي دعا الدولتين إلى إيجاد حل سلمي للنزاع. تجمد أمر النزاع بين البلدين فعليًا حتى اشتعل مرة ثانية في نهاية عام 1991 عندما أرسلت الحكومة المصرية مذكرات مماثلة للسودان. يزعم السودان أن مصر بدأ من عام 1993 بدأت بعملية تمصير لسكان حلايب بإنشاء مناطق سكنية جديدة وإلزام السكان باستخدام الأوراق الثبوتية المصرية وبالإضافة إلى إنشاء محطات عسكرية مصرية.

## المطالب السياسية

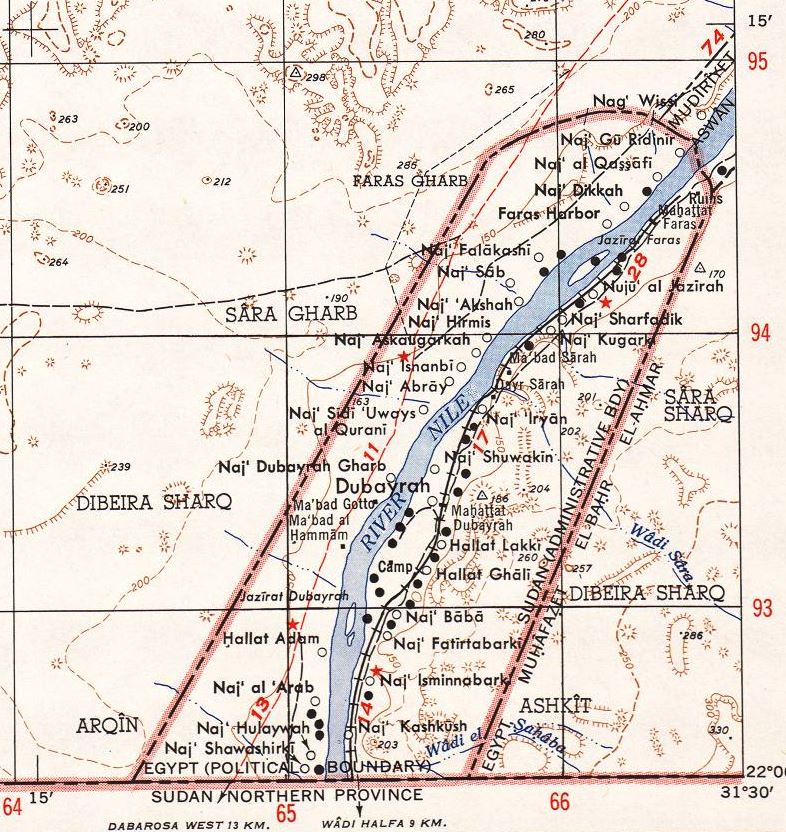
خريطة للجيش الأمريكي من عام 1953، قبل الفيضان، تُظهر نتوء وادي حلفا

تطالب مصر بالحدود الأصلية لعام 1899 على طول الدرجة 22 شمال خط العرض، أي أنها تطالب بكل من مثلث حلايب ونتوء وادي حلفا، بدون منطقة بير طويل التي انحرفت فيها الحدود جنوب. تستند مصر في قولها هذا إلى أن حدود 1899 رسمت بمعاهدة دولية، بينما حدود 1902 رسمت بقرار من وزير الداخلية، وبحسب القانون الدولي فالحدود الدولية لا تعدل إلا بمعاهدة حدود دولية مماثلة، بينما حدود 1902 هي حدود إدارية بحتة ولا تؤثر على الحدود الدولية. استندت مصر أيضا إلى الوجود العسكري المصري بالمنطقة وتراخيص التنقيب التي أصدرتها في عامي 1925 و1945.
أما السودان فيطالب بالحدود المعدلة لعام 1902 أي تطالب السودان بنفس المناطق التي تطالب بها مصر بدون منطقة بير طويل التي لا تطالب بها أي من الدولتين. محور الخلاف الحدودي بين مصر والسدوان هو مثلث حلايب، بينما لم يعبأ البلدين بنتوء وادي حلفا بسبب أن بحيرة ناصر تغمر معظم النتوء. وقال أن أهل المنطقتين شاركوا في كل الانتخابات والاستفتاءات والإحصاءات السودانية مثل باقي مناطق البلاد، بينما لم تدخل في أي من المصرية، وأن اتفاقية حدود 1899 هي اتفاقية ترسم جزء الحدود وليس الحدود كلها. وأما الحجة المصرية بأن قرار وزير الداخلية ليس بنفس درجة المعاهدة فيقول بأن مصر لم تكن مستقلة تمامًا في ذلك الوقت لذا فهي ليست مخولة بوضع حدود ترسيم حدود.
يرى السودان أن مصر لا تريد من قضية النزاع الحدود إلا الضغط على حكومات السودان لتحقيق مأربها في البلد، وأن مصر خافت من شائعة ظهرت في الخمسينيات أن حلايب تصلح أن تكون ميناء وأن هناك خطة لبناء طريق منها لليبيا يربط بين البحر الأحمر والأبيض، وأن هذه الخطة يهدف منها منافسة قناة السويس.

## الجغرافيا
يبلغ عرض وادي حلفا حوالي 9 كيلومتر (5.6 ميل) ويمتد على شكل إصبع بطول 25 كيلومتر (16 ميل) على ضفاف المسار الأصلي لنهر النيل بمساحة إجمالية قدرها 210 كـم2 (81 ميل2). غمرت المياه معظم المنطقة بعد بناء سد أسوان، وبحيرة ناصر أثر ذلك على معظم قرى المنطقة ومدينة فرس الأثرية، أُعيد توطين سكان المنطقة في حلفا الجديدة في ولاية كسلا.